# Holly Van Voast
Holly Van Voast (n. 1965, New York City, New York, SUA) este o fotografă pictoriță, jurnalistă și activistă topfreedom americană, cunoscută pentru aparițiile sale topless în public, cu scopul de a promova egalitatea de gen.  
Originară din The Bronx, aceasta a creat un alter ego, denumit Harvey Van Toast, pe care îl portretizează purtând mustață. Acesta are rolul de a reprezenta cultura punk drag din viața de noapte a orașului, despre care a făcut numeroase clipuri video și poze. 
Activismul topless al acesteia are ca scop atragerea atenției asupra faptului că este legal pentru femei să apară topless în spațiile publice din New York. Interpretând personajul Harvey van Toast, aceasta își expunea ideile trecătorilor și vedetelor din oraș, poreclindu-se "topless paparazzo".